# کیکا مارکهام
کیکا مارکهام (انگلیسی: Kika Markham؛ زادهٔ ۱۹۴۰ میلادی) بازیگر اهل بریتانیا است.
از فیلم‌ها یا برنامه‌های تلویزیونی که وی در آن نقش داشته است، می‌توان به آقای سلفریج، عملیات سپیده‌دم، مرا به آرامی بکش و ادوارد و خانم سیمپسون اشاره کرد.